# Lei do Banimento (Portugal)
A Lei do Banimento foi uma lei promulgada em 19 de dezembro de 1834 pela rainha D. Maria II de Portugal na qual, após a Guerra Civil Portuguesa (1828–1834), se obrigou ao exílio do Rei D. Miguel I de Portugal, então já destituído do estatuto de Rei e dos direitos de sucessão ao trono de Portugal, e a todos os seus descendentes.
Quatro anos mais tarde, esta Lei foi reforçada com a promulgação da Constituição de 1838, na qual o artigo 98 estipulava que "A linha colateral do ex-Infante Dom Miguel e todos os seus descendentes estão perpetuamente excluídos da sucessão". Contudo, em 1842, esta Constituição foi revogada e foi restaurada a Carta Constitucional de 1826, a qual não continha qualquer cláusula de exclusão do ramo Miguelista. Porém, ainda assim o Rei D. Miguel I de Portugal e todos os seus descendentes mantiveram-se no exílio até à segunda metade do século XX, reconhecendo que o reinado efetivo dos monarcas da Casa de Bragança-Saxe-Coburgo-Gotha lhes retirara todos os direitos de sucessão dinástica.

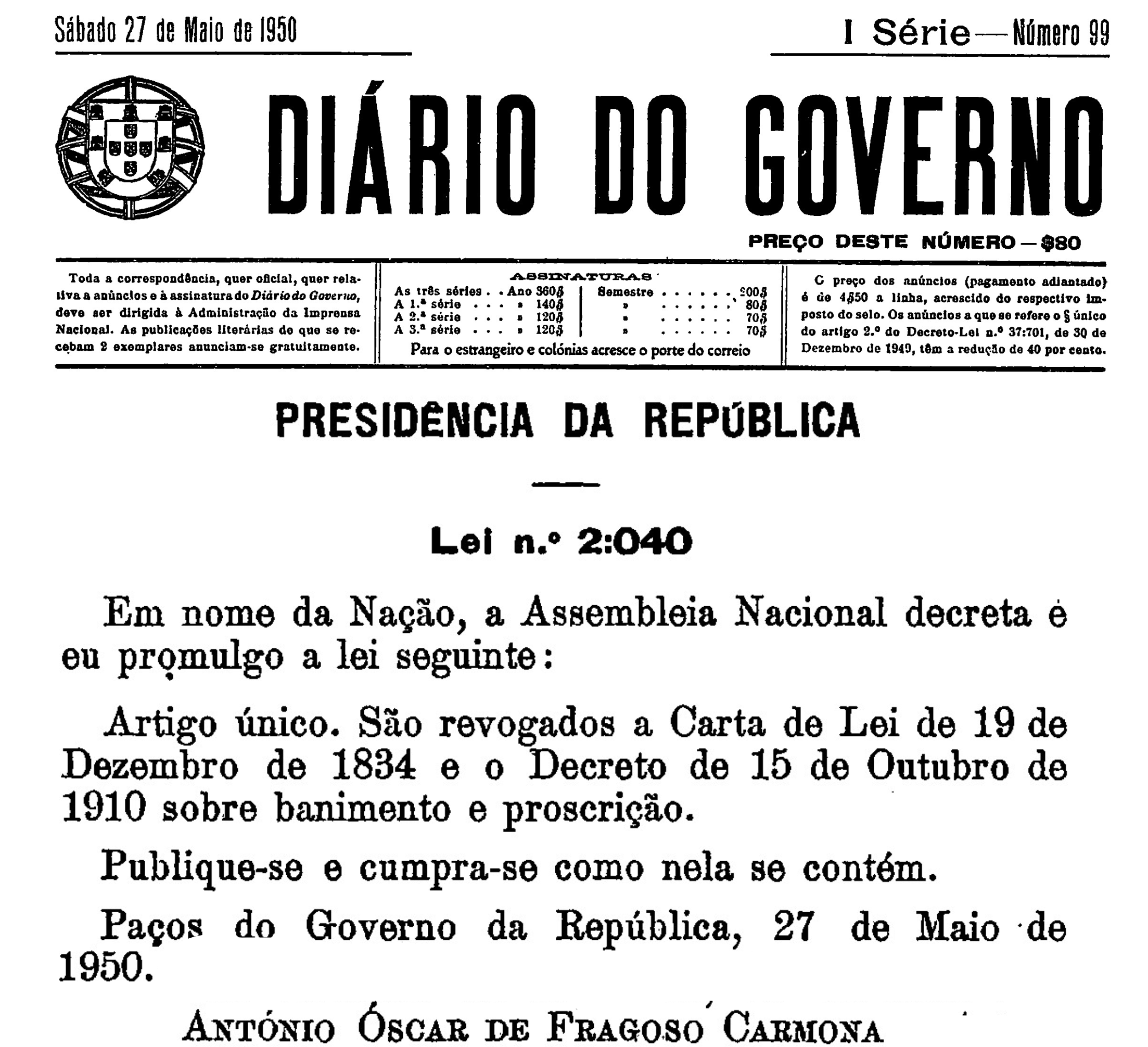
Lei da República Portuguesa nº 2040, de 27 de maio de 1950, que revogou tanto a Carta de Lei de 1834 como a Lei da Proscrição de 1910.

Alguns dias após a implantação da República Portuguesa, foi promulgada a Lei da Proscrição (a 15 de outubro de 1910). Esta lei obrigou ao exílio de todos os ramos da Família Real Portuguesa. A Lei do Banimento e a Lei da Proscrição vieram apenas a ser revogadas pela Assembleia Nacional Portuguesa a 27 de maio de 1950, permitindo o regresso a Portugal dos descendentes da Casa de Bragança.

## Carta de Lei de 19 de Dezembro de 1834
«Dona Maria Segunda, por Graça de Deos, Rainha de Portugal, Algarves, e seus Dominios:
Fazemos saber a todos os Nossos Subditos que as Cortes Geraes e Extraordinarias Decretaram, e Nós Queremos a Lei seguinte:
Art.º 1.º O ex-Infante D. Miguel, e seus descendentes são excluídos para sempre do direito de suceder na Corôa dos Reinos de Portugal, Algarves, e seus Dominios.
Art.º 2.º O mesmo ex-Infante D. Miguel, e seus descendentes são banidos do territorio Portuguez, para em nenhum tempo poderem entrar nelle, nem gosar de quaesquer direitos civis, ou políticos: a conservação, ou acquisição de quaesquer bens fica-lhes sendo vedada, seja qual for o título, e a natureza dos mesmos: os patrimoniaes, e particulares do ex-Infante D. Miguel, de qualquer especie que sejam, ficam sujeitos ás regras geraes das indemnisações.»